# 1993年の全日本スポーツプロトタイプカー耐久選手権
1993年の全日本スポーツプロトタイプカー耐久選手権（JSPC）は、1993年5月3日に富士スピードウェイで開幕し、11月7日にMINEサーキットで閉幕するまで全6戦で日程が組まれた。しかし実際に開催されたのは第3戦の鈴鹿1000km一戦のみに留まり、選手権は成立しなかった。結果的に前年の1992年をもってJSPCは終焉を迎えた事となった。

## スケジュール及び勝者
| 開催日  | 開催地 | イベント名                           | 優勝 | 優勝                                  | PP  | PP                                         |
| 開催日  | 開催地 | イベント名                           | No.  | ドライバー - 周回数 / 車種            | No. | ドライバー - タイム / 車種                 |
| 5月1日  | 富士   | 全日本富士1000km                     |      | 中止                                  |     |                                            |
| 7月25日 | 十勝   | 十勝インターナショナルスピードカップ |      | 中止                                  |     |                                            |
| 8月29日 | 鈴鹿   | インターナショナル鈴鹿1000km         | 25   | 和田孝夫 鈴木利男 171周 / 日産・R92CP | 27  | マウロ・マルティニ 1分53秒640 /日産・R90CK |
| 9月12日 | 菅生   | 菅生インター500km                    |      | 中止                                  |     |                                            |
| 10月3日 | 富士   | 全日本富士500マイル                  |      | 中止                                  |     |                                            |
| 11月7日 | MINE   | インターチャレンジカップMINE500km    |      | 中止                                  |     |                                            |